# Ortalide motmot
Ortalis motmot
Espèce
Statut de conservation UICN

 LC  : Préoccupation mineure
L’Ortalide motmot (Ortalis motmot) est une espèce d'oiseau de la famille des Cracidae. Il est appelé "guacharaca' en Colombie et "chachalaca" ou "aracuá" dans les autres pays où on le trouve.

## Description
Il mesure 45 à 53 cm de longueur, pèse 380 à 620 g et vit essentiellement dans les arbres. Son plumage est brun rougeâtre sur le dos, la tête est brune, le plumage plus sombre sur la poitrine a des taches blanches qui atteignent la gorge.
Il se nourrit en petits groupes.

## Reproduction
Il s'accouple en octobre et novembre et construit des nids de brindilles à environ 2 m du sol.
Il vit en bandes bruyantes surtout le matin.

## Répartition
On la trouve dans le nord du Brésil, au Guyana, en Guyane française, Suriname et Venezuela. On la trouve également dans les régions de l'extrême est de la Colombie.

## Habitat
Il vit dans les forêts humides.